# Гизберт V фон Бронкхорст
Гизберт V фон Бронкхорст (на немски: Gisbert V von Bronckhorst; на нидерландски: Gijsbert V van Bronckhorst; * ок. 1316; † 1356) е господар на Бронкхорст (1328 – 1356) и Батенбург (1351 – 1356).
Той е най-големият син на Вилхелм III фон Бронкхорст († 1328) и съпругата му Йохана фон Батенбург († 1351), дъщеря на Дирк IV фон Батенбург († 1311) и Мехтилд (* 1268). Внук е на Гизберт IV фон Бронкхорст-Батенбург († сл. 1315) и Елизабет фон Щайнфурт († сл. 1347).
Брат е на Катарина (* ок. 1298), омъжена ок. 1319 г. за Рудолф IV ван Зиндерен (* ок. 1295), на Дидрих († пр. 1351), господар на Батенбург, и на Балдуин фон Бронкхорст († 1347), който е на служба при херцог Райналд I фон Гелдерн.

## Фамилия
Гизберт V фон Бронкхорст се жени за Катарина ван Леефдал († 13 април 1361), дъщеря на Рогиер фон Леефдаел, бургграф на Брюксел, байлиф на Брабант († 1333) и графиня Агнес фон Клеве (* 1290), дъщеря на граф Дитрих Луф II фон Клеве. Те имат децата:
- Вилхелм IV фон Бронкхорст († 12 март 1410), господар на Бронкхорст, бургграф на Нимвеген, женен ноември 1365 г. за Кунигунда фон Мьорс († 1417)
- Дирк фон Бронкхорст-Батенбург († 27 септември 1407), господар на Батенбург, рицар, женен през септември 1362 г. за Елизабет фон Утенхофен († ок. 1407)
- Елизабет фон Бронкхорст († 2 септември 1413), омъжена за Алард V/VI фон Бюрен-Бойзинхем († 1409)
- Елизабет II фон Бронкхорст († пр. 15 юни 1381), омъжена за Хайнрих II фон Виш († 1387/139
- Гизберт фон Бронкхорст († ок. 1401), женен I. за Хенрика фон Боркелоо, II. февруари 1360 г. за неизвестна
- Рюдигер фон Бронкхорст († 143?), домхер в Кьолн (1381 – 1419)
- Йохан фон Бронкхорст († сл. 1381), каноник в Кьолн, 1368 провост на Св. Питър в Утрехт

Гизберт V фон Бронкхорст се жени втори път пр.23 април 1344 г. за неизвестна жена и има с нея децата:
- Енгелбрехт фон Бронкхорст
- Хенрих фон Бронкхорст
- Дидрих фон Бронкхорст
- Бате/Беатрикс фон Бронкхорст († сл. 1 февруари 1383), каноничка и абатиса на Метелен
- дъщеря

- Гербът на Ван Батенбург
- Гербът на Ван Бронкхорст-Батенбург
- Бившият дворец в Бронкхорст
- Батенбург 1674 (J. de Grave)
- Батенбург, руина 2015